# Периферија Јонска острва
Периферија Јонска острва (грч.  / Peripheria Ionion Nision - "Ionia Nisia") је једна од 13 периферија у Грчкој. Смештена је на крајњем западу земље и обухвата сва Јонска острва осим Китере. Управно седиште периферије и њен највећи град је Крф.

## Положај и управна подела периферије
Положај: Периферија Јонска острва јесте једна од острвских периферија у Грчкој. Стога њу сас вим страна окружује Јонско море, а најближе копно је:
- север: Албанија,
- исток: периферија Епир,
- југоисток: периферија Западна Грчка,
- југ и запад: отворено море - Јонско море.

Подела: Периферија је подељена на 5 округа, уједно и већих острва:
1. Закинтос
2. Итака
3. Кефалонија
4. Крф
5. Лефкада

Даља подела на општине изгледа према таблици:

## Географија
Рељеф: Јонска острва су положена дуж југозападне обале Балканског полуострва, наспрам Епира и Пелопонеза. Укупне су површине од 2.307 km². Сва острва су покренутим тлом и планинска у средини. Приобалне равнице су ретке, осим на Закинтосу. Већина острва има разуђену обалу са низом залива и драга, које представљају одличне природне луке.
Клима: На Јонским острвима влада изразита средоземна, па су сушна.
Воде: Јонска острва су смештена у источном и југоисточном делу Јонског мора. Извори воде на острвима су ретки осим у случају Крфа, који је близу копна, па је стога богат водом и са бујним растињем.

## Историја
Погледати: Јонска острва

## Становништво
У периферији Јонска острва живи око 230.000 становника (процена 2010. године). Густина насељености је велика (преко 100 ст./км²), што је осетно више од државног просека (око 80 ст./км²). Последњих година број становника нагло расте. Крф и Закинтос су због вишег нивоа развијености гушће насељени и са бржим растом становништва.
Највећи број становника чине етнички Грци. Некадашњи италијанизовани Грци су се претопили током 19. века. Последњих деценија по већим градовима се населио и мањи број усељеника из свих делова света.

## Привреда
Са привредног становишта Јонска острва је привредно развијена област за ниво Грчке. Традиционалне делатности становништва, поморство и средоземна пољопривреда (агруми, маслина), су и даље активни, али им се значај последњих деценија умањио. Данас је туризам најважнија привредна грана.